# Château de Dampierre (Aube)
Pour les articles homonymes, voir Château de Dampierre (homonymie).
Le château de Dampierre est un château situé à Dampierre, en France.

## Description

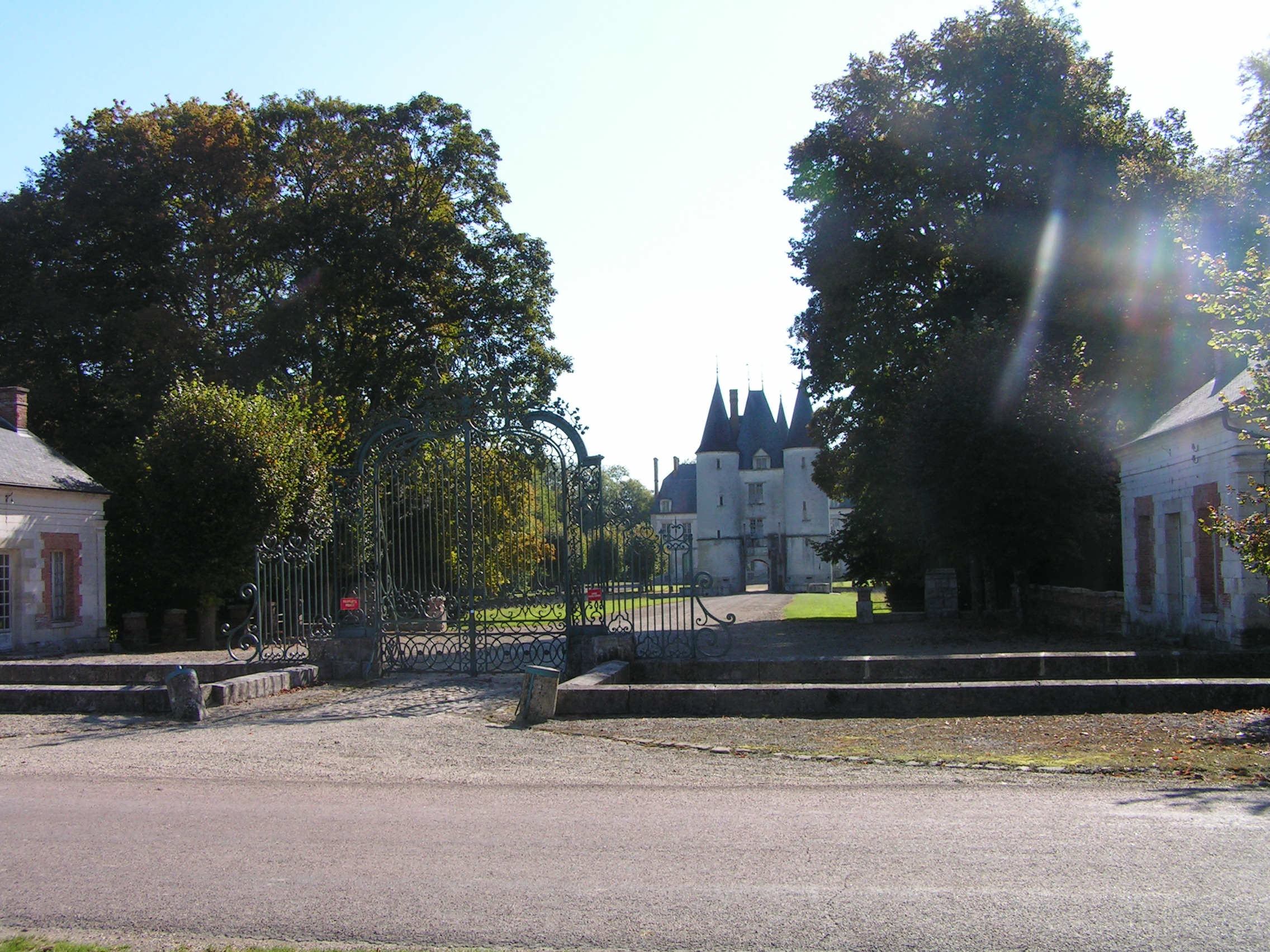
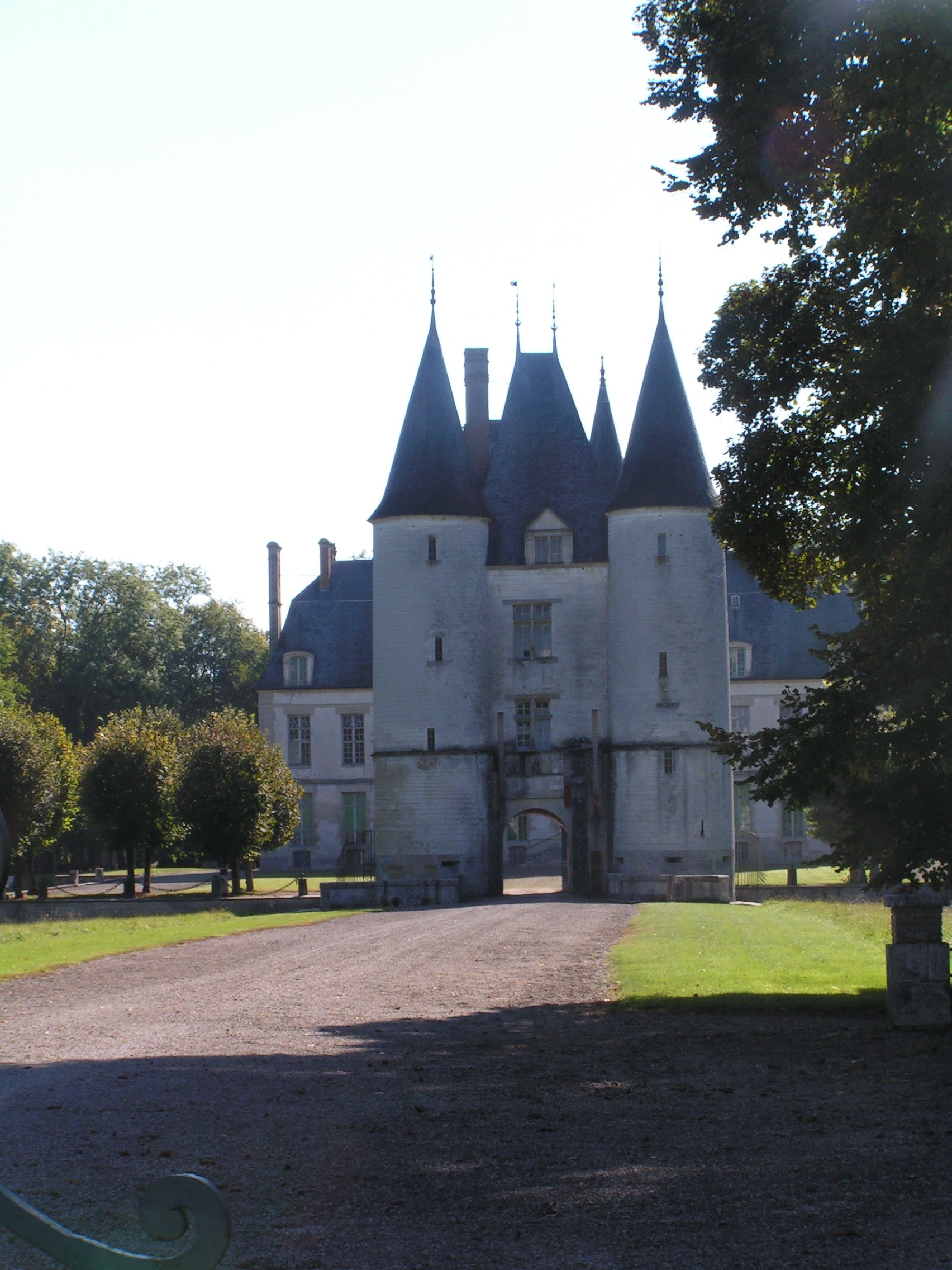

## Localisation
Le château est situé sur la commune de Dampierre, dans le département français de l'Aube en région Grand Est. 
La seigneurie puis le domaine de Dampierre appartinrent aux familles de Dampierre, de Châtillon-Dampierre et de Lannoy (par filiation).
Puis (par acquisition en 1526) à la famille Picot de Dampierre (marquisat en 1645), fondue dans les La Rochefoucauld d'Estissac par le mariage en 1802 d'Anne-Emilie Picot de Dampierre (1777-1852) avec Jean-Joseph Dessolles (1767-1828) : leur fille Hélène-Charlotte-Pauline Dessolles (1803-1864) épouse en 1822 Alexandre-Jules, duc d'Estissac. 
En 1907, les filles héritières de Roger de la Rochefoucauld-Dampierre (1826-1889) vendent le château au vicomte Jean Beuret (grand collectionneur, auteur de nombreux travaux de restauration, ameublement, décoration et jardins au château ; mais vente de ses collections en novembre 1924).
Enfin, vente dans les années 1930 aux Picot de Moras d'Aligny (jusqu' en 2021). 
Le Puits coule derrière le château, puis se jette dans l'Aube.

## Historique

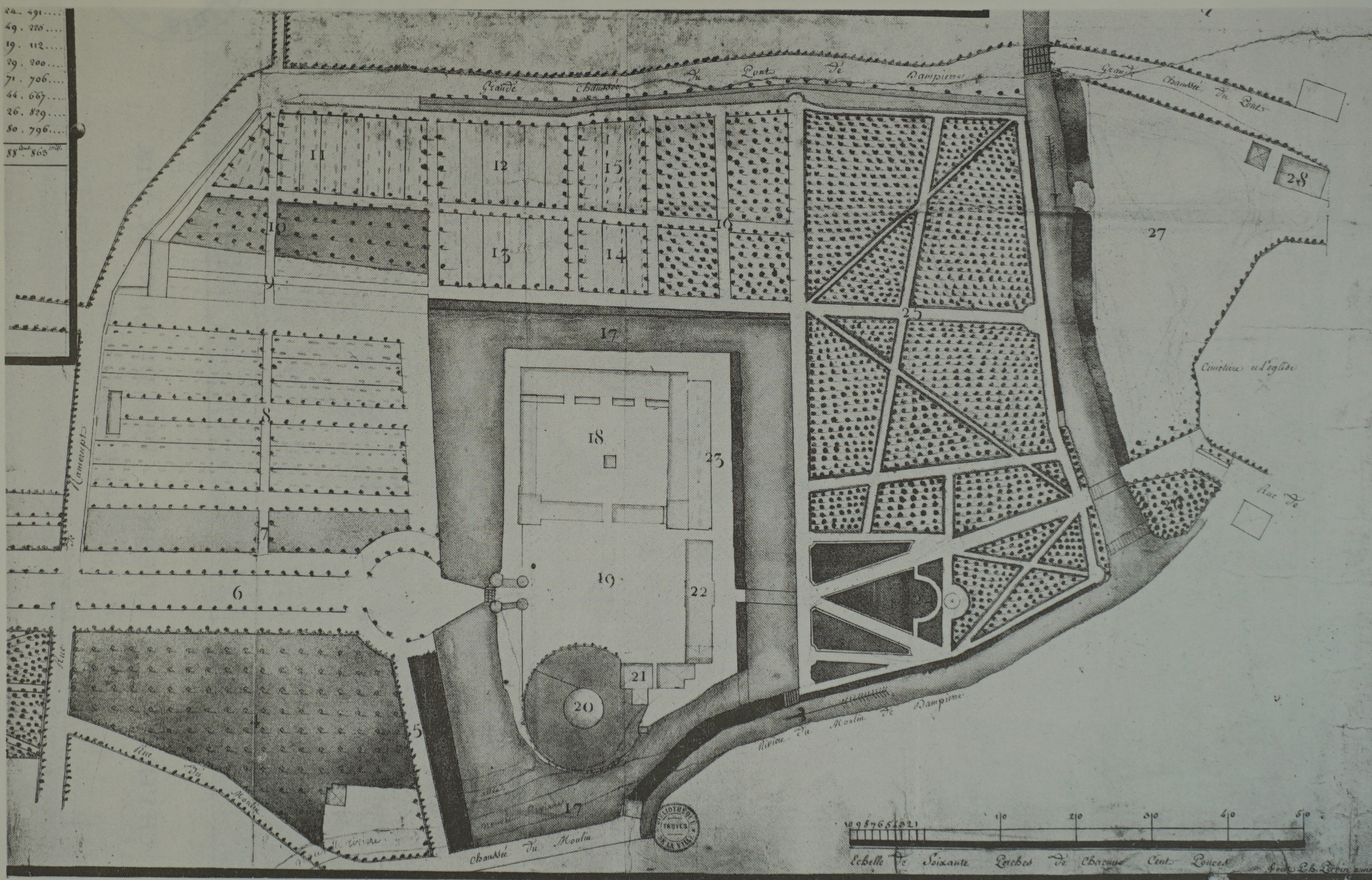
Le parc du château,
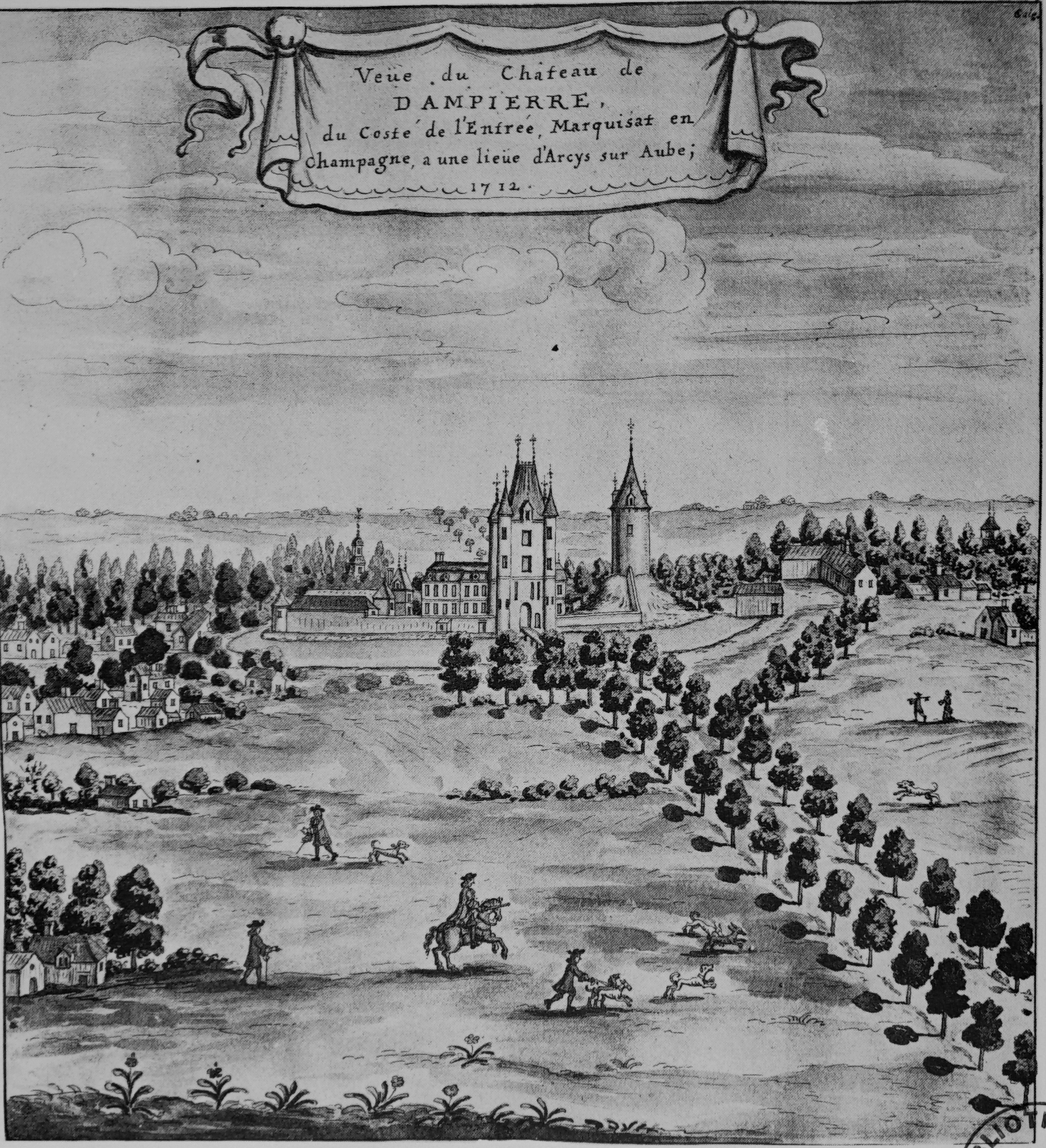
en 1712, avec son châtelet.

Le château a été construit dans le troisième quart du XVIIe siècle.
Le château a été construit selon les plans du maître bâtisseur François Mansart. On accède à la cour d'honneur par un porche du XVe siècle à quatre tours rondes d'angle, qui protège l'accès par l'ancien pont-levis. Le château attenant à deux étages d'une longueur de 40 mètres et d'une largeur de 28 mètres comporte onze axes de fenêtres, dont trois dans la projection centrale. Les trois fenêtres du toit mansardé sont ornées de vases décorés de flammes.

L'édifice est classé au titre des monuments historiques en 1929.
Le dernier transfert de propriété remonte à 2022.